# Golden Eagle International Shopping Center
Le Golden Eagle International Shopping Center est un gratte-ciel de 220 mètres construit en 2016 à Nanjing en Chine. Il est situé à côté du Golden Eagle International Plaza.